# 張士選
張文選（1372年—1407年），又名張士選，字士銓，浙江承宣布政使司溫州府永嘉（今浙江溫州市）人。明朝政治人物、進士出身。

## 生平
永樂四年進士，選庶起士，進文淵閣預修《明太祖實錄》及《永樂大典》，次年去世，年僅三十六歲。